# Janez Zakotnik
Janez Zakotnik (nascido em 2 de junho de 1950) é um ex-ciclista iugoslavo.
Representando a Iugoslávia, competiu em duas provas do ciclismo de estrada nos Jogos Olímpicos de Verão de 1972, disputadas na cidade de Munique, Alemanha Ocidental.